# 山本孝
山本 孝（やまもと たかし、1936年9月18日 - 2012年10月9日）は、大鼓方大倉流の能楽師。

## 生涯
父である山本敬一郎（能楽師・大鼓方大倉流）及び亀井俊雄（能楽師・大鼓方葛野流宗家預かり・人間国宝）に師事。
1978年（昭和53年）、重要無形文化財「能楽」保持者に認定され（総合認定）、日本能楽会会員になる。
2007年（平成19年）、旭日双光章受章。
元能楽協会理事。日本能楽会理事。大阪能楽養成会大鼓主任講師。子に山本哲也。
2012年（平成24年）10月9日、死去。76歳没。

## 受賞歴
- 1964年（昭和39年） - 『道成寺』にて大阪文化祭賞奨励賞
- 1990年（平成2年） - 『卒都婆小町』にて大阪府民劇場奨励賞
- 1995年（平成7年） - 『半蔀』にて大阪文化祭賞
- 1997年（平成9年） - 主催の山本同門会にて再び大阪文化祭賞
- 2003年（平成15年） - 法政大学観世寿夫賞を受賞。
- 2011年（平成23年） - 日本芸術院賞を受賞。